# محمودرضا خاوری
محمودرضا خاوری (زادهٔ ۵ خرداد ۱۳۳۱) مدیر عامل پیشین بانک ملی ایران و متهم ردیف دوم پرونده اختلاس ۳ هزار میلیارد تومانی است. او در مهر ۱۳۹۰ به بهانهٔ «مشکلات عصبی حادث‌شده و بیماری مزمن» از مقام خود استعفا داد و به کشور کانادا که تابعیت آن را دارا بود، گریخت. خاوری توسط دادگاه انقلاب جمهوری اسلامی ایران به اتهام اخلال در نظام اقتصادی به ۲۰ سال حبس و بابت دریافت رشوه به ۱۰ سال حبس محکوم شده‌است. نام خاوری برای مدتی در لیست افراد تحت تعقیب اینترپل وجود داشت ولی از اواسط مهر ۱۳۹۵ خورشیدی، نام وی به عنوان یک شخص در حال تعقیب در وب‌سایت اینترپل مشاهده نمی‌شود.

## زندگی
خاوری در خرم‌آباد متولد شده‌است. وی دانش‌آموختهٔ مقطع کارشناسی رشته حقوق از دانشگاه تهران و مقطع کارشناسی ارشد حقوق از دانشگاه شهید بهشتی است. در دههٔ ۸۰ خورشیدی در حالی که خاوری به واسطهٔ شغلش منع قانونی داشته، مخفیانه تابعیت کشور کانادا را اخذ کرده‌است. او پیش از فرار از ایران، خانهٔ مجللی واقع در محله بریدل پث خریده بود. بریدل پث نام محله‌ای ثروتمندنشین در ایالت انتاریو کاناداست که بسیاری از بازرگانان، هنرمندان و ژورنالیست‌ها از جمله سلین دیون، هنرمند نامدار موسیقی در آنجا عمارتی را به نام خود ثبت کرده‌اند.
خاوری فعالیت بانکی خود را در بانک صنعت و معدن در سال ۱۳۵۶ با سمت کارشناس قضایی آغاز کرد، اما نحوه ارزیابی، پذیرش و استخدام او هرگز افشاء نشده‌است. او در سال ۱۳۶۱ به سمت ریاست اداره دعاوی بانک صنعت و معدن منصوب شد و تا سال ۱۳۶۴ در این سمت بود. خاوری در دوره ریاست جمهوری اکبر هاشمی رفسنجانی به سمت عضو هیئت مدیره بانک سپه منصوب شد. او در دوره ریاست جمهوری سید محمد خاتمی، ابتدا به سمت قائم مقام مدیر عامل بانک سپه و سپس به عنوان رئیس هیئت مدیره و مدیر عامل بانک سپه منصوب شد. در دوره محمود احمدی‌نژاد و در سال ۱۳۸۸ وی به سمت ریاست بانک ملی ایران رسید. در مراسم معارفه وی، شمس الدین حسینی، وزیر اقتصاد محمودرضا خاوری را فردی عالِم، با تجربه، باتقوا و کارشناس خواند و گفت که در انتخاب وی نهایت دقت و وسواس صورت گرفته‌است.
محمودرضا خاوری مدرک دکترای تخصصی ندارد با این‌حال در زمان ریاستش بر بانک ملی ایران، در مکاتبات رسمی از عنوان «دکتر خاوری» استفاده کرده‌است. او در دانشگاه‌های مختلف، از جمله دانشکده حسابداری شرکت نفت، دانشکده امور اقتصادی و دارایی، مؤسسه عالی بانکداری ایران، دانشگاه آزاد اسلامی و دانشگاه شهید بهشتی تدریس می‌کرد.
در جریان انتخابات ریاست جمهوری سال ۱۳۸۴، خاوری به همراه جمعی دیگر از مدیران اقتصادی و بانکی ایران، با صدور بیانیه‌ای حمایت خود را از اکبر هاشمی رفسنجانی اعلام کردند.
خاوری دو فرزند پسر به نام اردوان و خشایار و یک فرزند دختر به نام پرندیس و همچنین نوه ای به نام ژوزف دارد .

## نقش بانک ملی ایران در پرونده های اقتصادی
محمودرضا خاوری مدیر عامل وقت بانک ملی ایران و متهم ردیف دوم پرونده اختلاس ۳ هزار میلیارد تومانی در مهر ۱۳۹۰ به بهانهٔ «مشکلات عصبی حادث‌شده و بیماری مزمن» از مقام خود استعفا داد و به کشور کانادا که تابعیت آن را دارا بود، گریخت. خاوری توسط دادگاه انقلاب جمهوری اسلامی ایران به اتهام اخلال در نظام اقتصادی به ۲۰ سال حبس و بابت دریافت رشوه به ۱۰ سال حبس محکوم شده‌است. نام خاوری برای مدتی در لیست افراد تحت تعقیب اینترپل وجود داشت ولی از اواسط مهر ۱۳۹۵ خورشیدی، نام وی به عنوان یک شخص در حال تعقیب در وب‌سایت اینترپل مشاهده نمی‌شود.
اسدالله امیر اصلانی مدیرعامل وقت بانک ملی ایران نیز پیش تر در پرونده المکاسب به عنوان متهم ردیف اول نام برده شد که نهایتاً با حکم دادگاه و تبرئه همه متهمان خاتمه یافت.  
 دولت محمود احمدی‌نژاد در دورهٔ اول ریاست جمهوری وی تصمیم گرفت چک پول بدون پشتوانه چاپ کند. پس از مدتی دولتمردان اعلام کردند که هزینه چاپ چک پول که در انگلستان انجام می‌شود زیاد است و چک پول تبدیل شد به مسکوکات رایج کشور در حالی که این پول پشتوانه طلا و نقره نداشت و روز به روز عواقب این موضوع آشکار شد. برای انجام این کار رئیس بانک مرکزی ایران با محمود احمدی‌نژاد همکاری نکرد و در مصاحبه ای با یکی از روزنامه‌های سراسری کشور عنوان کرد که با این کار یعنی وارد کردن چک پول بدون پشتوانه به بازار مخالفم و استعفا می‌دهم.

## خروج از ایران
در سیزدهمین جلسه محاکمه متهمان پرونده فساد سه هزار میلیارد تومانی در ایران، قاضی پرونده اعلام کرد که یکی از معاونان وزارت اطلاعات از خروج محمودرضا خاوری مطلع بوده‌است.
بنابر اطلاعات منتشره از سوی قاضی سراج، خاوری در تاریخ ۲۰ شهریور ۱۳۹۰ به عنوان رئیس بانک ملی ایران، تقاضای سفر به انگلستان را در قالب یک مأموریت کاری برای شرکت در جلسه بانک پی‌ال‌سی لویدز لندن مطرح می‌کند. در تاریخ ۲۹ شهریور همان سال با مأموریت وی به خارج از کشور موافقت می‌شود. در ۳۱ شهریور ۱۳۹۰ خورشیدی، خاوری به مدیر حراست می‌گوید: درخواست سفر به لندن برای شرکت در جلسه بانک پی‌ال‌سی لویدز لندن را دارم، از وزارت اطلاعات سؤال کنید اگر ممنوع‌الخروج نیستم بروم. قاضی سراج می‌افزاید: برابر اطلاعاتی که من کسب کردم مدیر حراست از طریق رئیس سازمان حراست کل کشور موضوع را پیگیری کرده و نهایتاً معاون وزیر اطلاعات بلامانع بودن خروج خاوری را اعلام می‌کند.
در ادامه این ماجرا، تارنمای خبری تحلیلی دماوند نوشت: محمودرضا خاوری، روز دوم مهر ۱۳۹۰ خورشیدی، به بهانهٔ شرکت در یک کنفرانس بانکی در انگلستان، ایران را به مقصد انگلستان ترک می‌کند.

### دادخواست نخست‌وزیر کانادا علیه خاوری
نخست‌وزیر وقت کانادا، استفان هارپر، طی دادخواستی که در سایت پتیشن آنلاین منتشر شده، می‌گوید: ما به دنبال پیگیری برای درخواست محمودرضا خاوری مبنی بر اقامتش در کانادا هستیم. اخیراً آقای خاوری در بزرگ‌ترین اختلاس ایران نقش اساسی را داشته‌است. ورود محمودرضا خاوری به کانادا به دلیل مشخص شدن تابعیت دوگانه وی، بازتاب گسترده‌ای در رسانه‌های مختلف جهان داشت. و این‌ها همه در شرایطی است که در دوران زمامداری استفان هارپر در کشور کانادا قوانین سختی برای عموم ایرانیان وجود دارد که به راحتی حتی اجازه دیدن و ملاقات ایرانی‌ها با بستگانشان را در کانادا نمی‌دهد و نقل و انتقالات پول با ایران نیز به سختی انجام می‌گیرد.
بر اساس اخبار وب‌سایت متعلق به گروه خبری ایران-ایران به تاریخ ۱۴ بهمن ۱۳۹۲ خورشیدی، محمودرضا خاوری به ادعای رئیس بخش بین‌الملل نیروی انتظامی ایران از کانادا فرار و به یکی از کشورهای حوزه کارائیب یا آمریکای جنوبی رفته‌است. رئیس بخش پلیس بین‌الملل نیروی انتظامی همچنین اعلام کرد: پلیس کانادا ابتدا ادعا کرد که این فرد وارد کانادا نشده‌است و در صورت ورود هنوز توسط پلیس شناسایی نشده‌است. این در حالی است که پلیس بین‌الملل نیروی انتظامی آدرس و محل سکونت خاوری را به پلیس کانادا اعلام کرده‌بود. در نهایت اینترپل کانادا در تماسی مدعی شد: این فرد به یکی از کشورهای آمریکای جنوبی یا حوزه کارائیب متواری شده‌است. رئیس بین‌الملل نیروی انتظامی ایران تصریح کرد: اعلام قرمز برای خاوری صادر شده‌است و تمامی پلیس‌های عضو اینترپل مسئول پیگیری این موضوع و دستگیری این فرد هستند. به گفته وی احتمال دارد خاوری با مشخصات جعلی و تغییر هویت در کشورهای حوزه آمریکای جنوبی و حوزه کارائیب در حال تردد باشد. در نهایت در خبری از پایگاه خبری تحلیلی جمهوریت در تاریخ ۱۳۹۳/۰۷/۰۷ اعلام‌شد، جانشین فرمانده نیروی انتظامی جمهوری اسلامی گفت: «پلیس کانادا که تا مدتی پیش نمی‌پذیرفت که خاوری در آن کشور است، اکنون این موضوع را پذیرفته و این پذیرش، موفقیت خوبی برای پلیس ایران است». در ۴ آبان ۱۳۹۹ فرماندهٔ نیروی انتظامی ایران مدعی شد که دو بار تا محل سکونت خاوری رفته و حتی به پلیس کانادا گفته‌اند که محل او کجاست اما پلیس، خاوری را بازداشت نکرده‌است.

## کسب‌وکار در کانادا
خاوری سال‌ها پیش از خروج دائمی از ایران، به سرمایه‌گذاری در زمینه ساختمان‌سازی در کانادا پرداخته بود و در سال ۲۰۰۵ میلادی توانسته بود که تابعیت کانادا را نیز بگیرد. خانوادهٔ او نیز حداقل از سال ۲۰۰۱ میلادی در تورنتو مالک چندین ملک بوده‌اند. پسرش نیز ریاست یک آژانس مسافرتی اکنون منحل شده را بر عهده داشته‌است. خاوری هفت روز پس از خروج دائمی از ایران و ورود به خاک کانادا، وام خانهٔ ۳ میلیون دلاری خود را بازپرداخت و آن را به دخترش پرندیس انتقال داد.

### رابطه و اختلاف با سام مزراحی
در تاریخ ۱۷ ژوٸن ۲۰۱۶ خبرگزاری بلومبرگ ال. پی. گزارش کرد: یک سرمایه‌دار و برج ساز معروف یهودی ایرانی-کانادایی به نام سام مزراحی از خاوری به دادستانی تورونتو شکایت کرده‌است. سام مزراحی شکایت کرده بود که یکی از شریک‌های او به نام محمود خاوری تهدید کرده که خانه او را به آتش خواهد کشید. بر اساس گزارش بلومبرگ، خاوری در دو پروژه لوکس در منطقه میدتاون تورونتو از طریق پسرانش به نام‌های خشایار خاوری و اردوان خاوری سرمایه‌گذاری کرده بوده‌است. خاوری نیز ادعا کرده که سام مزراحی به او مبلغ ۱۰۵ میلیون دلار ضرر زده و سرمایه او را جهت تهیه جت شخصی، تحصیل فرزند و دکور ویلای خود، هزینه کرده‌است. از سوی دیگر سام مزراحی ادعا کرد: سرمایه‌ای از خاوری دریافت نکرده و در نهایت مجبور شده‌است از بانک وام بگیرد. بر اساس گزارش بلومبرگ رابطه محمودرضا خاوری و سام مزراحی به سال ۲۰۰۸ بازمی‌گردد. از آن هنگام، دو پسر خاوری به نام‌های خشایار و اردوان که هر دو حدوداً ۲۰ ساله بوده‌اند در پروژه‌های مزراحی شروع به سرمایه‌گذاری می‌کنند.
سرانجام در اکتبر ۲۰۱۶ قاضی دادگاه عالی انتاریو، حکم نهایی خود را صادر کرد که شامل ۱۳ صفحه و ۵۵۰۰ کلمه در شرح کامل پرونده، بررسی استدلال‌ها، جریان پرونده، روند شراکت طرفین و اعداد و ارقام نجومی تبادل شده بین دو طرف است. در این حکم به صورت بسیار صریح و روشن، همه ادعاهای خاوری به عنوان شاکی رد و حتی خاوری مکلف شده‌است که غرامتی در حدود ۳۷۳ هزار دلار به مزراحی بپردازد.
در ادامه این ماجرا، خشایار خاوری از طرف خانواده خاوری خواستار تجدید نظر در حکم دادگاه عالی انتاریو شد و مدعی شد: «قاضی پیشین اشتباه کرده‌است.» دادگاه عالی انتاریو نیز در بررسی مجدد این پرونده اعلام کرد: «اجازهٔ فرجام‌خواهی رد می‌شود.»

## شایعهٔ مرگ
تاکنون دو بار شایعهٔ مرگ خاوری در کانادا منتشر شده‌است. یک بار در اواخر آذر ماه ۹۶ و یک بار دیگر نیز در روز ۲۱ دی ۹۷.

## آثار[نیازمند منبع]
- جرائم ارتکابی علیه هواپیما و هواپیماربایی (رساله)
- جرایم مطبوعاتی (مقاله)
- بررسی علل تعلیق مجازات‌ها در قوانین ایران و قوانین کشورهای اروپایی (مقاله)
- حقوق بانکی، تجزیه و تحلیل حقوقی و قانونی عملیات و معاملات بانکی، انتشارات مرکز آموزش بانکداری (کتاب)